# مزدلي بن تيلكان
أبو مُحَمد مزدلي بن تيلكان بن مُحمد بن وركوت اللمتوني الصنهاجي (ت 508 هـ / 1115م) أمير وقائد من القادة الأبطال في الدولة المرابطية، وهو ابن عم السُلطان يوسف بن تاشفين وقد شهد معه حروبه في المغرب ثم في الأندلس، وكان على مقدمة جيش المرابطين في معركة الزلاقة ثم ولاه ابن تاشفين أميراً على بلنسية.

## حياته
كان مزدلي بطلًا بجدًا، بعيد الصيت، عظيم الجلد، أصيل الرأي، مستحكم الحنكة، وبعدت غاراته وعظمت في العدو وقائعه، كان من أشهر أعماله استرجاعه لمدينة بلنسية من جنود القمبيطور، وذلك في عام 495 هـ الموافق 1102، وقد ولي وقد ولي بلنسية، وقاد الكثير من الحملات ضد النصارى، مثل حملته على برشلونة عام 495 هـ، واستشهد قرب طليطلة عام 508 هـ.